# Truong Tan Sang
Truong Tan Sang (n. 21 ianuarie 1949, provincia Long An, sudul Vietnamului) este actualul președinte al Vietnamului. El a fost ales de către parlamentul vietnamez la 25 iulie 2011, cu 97% voturi.